# Psiadia volubilis
Psiadia volubilis là một loài thực vật có hoa trong họ Cúc. Loài này được (DC.) Baill. ex Humbert miêu tả khoa học đầu tiên năm 1923.